# Mijamoto Muszasi

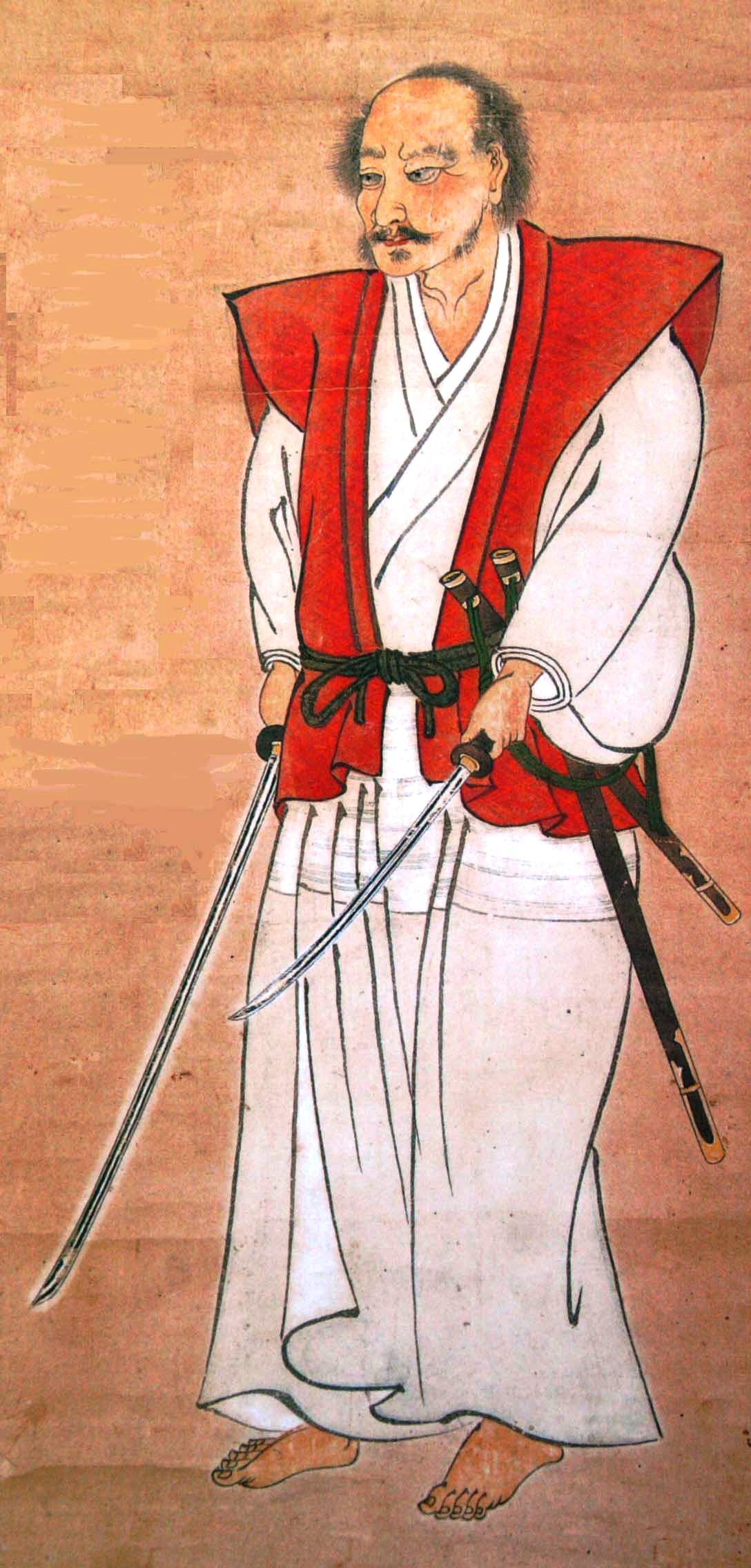
Mijamoto Muszasi (1640)

Mijamoto Muszasi (宮本 武蔵, nyugaton Miyamoto Musashi, teljes nevén Sinmen Muszasi no Kami Fudzsivara no Gensin) (1584–1645) híres-hírhedt japán kardforgató, filozófus, tanító.
A legendás japán kardvívók között talán Mijamoto Muszasi neve a legismertebb. Népszerűsége nem csak Japánban, hanem világszerte is töretlen. Ez a rendkívüli képességekkel megáldott harcos első, halálos kimenetelű párbaját tizenhárom éves korában vívta, tizenhat évesen pedig már részt vett a véres szekigaharai csatában. Élete során számtalan párbajt vívott, de nem talált legyőzőre.
Életének utolsó éveiben megírta a kétkardos vívás és a taktika esszenciájának számító híres művét, Az öt elem könyvét, amely manapság is széles körű olvasottságnak örvend.

## Élete
1584-ben született Japánban, a Mimaszaka tartománybeli Mijamoto nevű faluban.
Apja, Sinmen Muniszai nagynevű kardforgató volt és magas tisztséget viselt, ám nem sokkal Muszasi születése után a család felbomlott, és a gyermek anyja mellett maradt. Miután a szülők külön háztartásban éltek, a fiatal Muszasinak sokszor ötven kilométert kellett gyalogolnia azért, hogy apjától kardvívást tanulhasson.
Hamar kiderült, hogy a gyermek különleges tehetséggel bír a vívás terén. Fogékonysága révén, sokakat megdöbbentő gyorsasággal sajátította el a harcosok minden tudnivalóját és ügyességét, erejét.
Tizenhat évesen elhagyta családját, és vándorútra kelt. Egészen ötvenéves koráig járta az országot, és több száz párbajból és csatából került ki győztesen. Már életében legendává vált; huszonnyolc évesen már híres kardvívó volt, és bár több nemestől is kapott kedvező ajánlatot, nem alapított kardvívó iskolát.
Harmincévesen rádöbbent arra, hogy nem a „Stratégia Útjának” (harc, háború művészete) ismerete miatt győzedelmeskedett, hanem a személyes képességei, ereje és erőszakos természete miatt. Ezután éjt nappallá téve edzett, hogy megértse a Stratégia Útjának valódi lényegét.
Ötvenévesen, saját bevallása szerint „elérve a Stratégia Útját”, kényelemben és megbecsülésben élhetett volna, de ő minderről lemondott, és visszavonult egy hegyi barlangba, meditációnak szentelve idejét. Ebben az időszakban írta meg fő művét, a Go Rin No Shót (a Stratégia kézikönyve a kard és az élet csatáiról).
1637-ben részt vett a simabarai felkelés leverésében.
Muszasi 1645-ben halt meg, tüdőrákban, egy héttel azután, hogy megírta a Dokukodót.

## Muszasi jellemzése
Muszasi egy „kenszei” volt, azaz a kard szentje. Gátlástalan és legyőzhetetlen harcos, aki szamurájok és róninok tucatjait győzte le megalázó tiszteletlenséggel (pl. elkésett a párbajról,) és fölényességgel. (ily módon zavarta meg ellenfeleit, és szerzett pszichológiai előnyt, amelyet kamatoztatni tudott a harc során) 
Apja, visszavonult szamurájként, a vívásra és az erkölcsre tanította fiát, aki minden képzeletet felülmúló módon sajátította el a kardvívás művészetét. Mégis sokan kerülték a tehetséges ifjút, mert külleme a legnagyobb jóindulattal sem volt kellemesnek nevezhető. Gyermekkora óta kerülte a tisztálkodást; arcát hegek és kiütések tarkították, ruhája és haja elképzelhetetlenül rongyos, koszos és büdös volt.
Híres volt tiszteletlen viselkedéséről; bajvívásai alkalmával megvárakoztatta, feldühítette és megalázta a nemes párbajra számító ellenfeleket. Sok esetben hirtelen jött támadással, orvul csapott le, s pillanatok alatt megölte a kihívott feleket. Híres volt arról, hogy fakarddal vagy éppen egy evezőből eszkábált bottal törte be ellenfele koponyáját.

## Az öt elem könyve
Muszasi csak élete késői szakaszában vált igazi szamuráj-szellemiségűvé, és a kardforgatás egyik stílusának alapító mesterévé. Fokozatosan formálta át magát ösztönös harcosból olyan emberré, aki megszállottan keresi a vallásos önfegyelmet és a természettel való azonosulást. Tudatosan alakította harci képességeit a háborús szolgálat helyett a békeidős jellemépítés eszközévé.
Népszerűségének fő forrásai a halála előtt írt művek: a Go Rin No Sho, az „Öt gyűrű/kör/elem könyve” és a harcosok számára írt viselkedési kódex, a Dokukodo, vagyis „Az egyedül járó útja”.
A könyv, mint erre Muszasi többször is utal, csak a harci művészet elkötelezett, töprengő, kereső gyakorlója számára jelenthet segítséget. A könyv nem csak párbajtechnikák gyűjteménye, hanem egy etikai kézikönyvecske, amit a mindennapi elmélkedések és gyakorlások céljára írt.

### Go rin no so
- „Az utam szabályai azokhoz szólnak, akik az én hadászati módszerem akarják tanulmányozni:

1. Ne legyél gonosz!
2. Szüntelenül gyakorold a ni ten icsi-rjú tanait!
3. Ismerd meg a többi művészetet!
4. Tanulmányozd a különböző mesterségek útjait!
5. Lásd a különbséget a mindennapok nyeresége és vesztesége közt!
6. Törekedj a hatodik érzék és a sokoldalúság fejlesztésére!
7. Ismerd fel a dolgok igazi, láthatatlan lényegét!
8. Figyelj a kicsiny dolgokra is!
9. Ne tégy hasztalan dolgokat!

- Szükséges, hogy elfogadva e szabályokat gyakorold az utat, ha nem nyitottan figyeled a világot, akkor sohasem leszel az út mestere. Ha magadévá teszed az utam, akkor húsz vagy harminc ellenfél sem bír majd veled.
- Először a lelked kell a harcművészetnek adnod, s ha megingathatatlan módon járod az igazi utat, akkor győzhetsz technikával vagy akár a pillantásoddal is. Gyakorlással teljesen ellenőrizhetővé válik a tested, és győzhetsz fizikailag, sőt sok-sok edzés után lelkileg is. Ha már ezen a szinten vagy, legyőzhet bárki is?
- Egy igaz ember jól irányíthatja az embereit, betartva a törvényeket. Vezetni fogja az országot, okítani a népet, megőrizve a rendet. Ha van út, mely kimondja, nem győzhető le a lélek, akkor ez a hadászat útja.”

Japán leghíresebb harcosa öt fejezetre osztotta művét: 
1. a Föld
2. a Víz
3. a Tűz
4. a Szél
5. az Üresség könyvére.

Ennek alapján az első kata (formagyakorlat) képviselheti a földet, mivel technikái alapvetők, erősen földhöz kötöttek, a második katában több folyamatos mozdulatot, találatot találhatunk, mely így a vízhez hasonló, a harmadik már inkább a küzdelemhez hasonlít, így ez a tűz katája. A negyedik a szél katája, az ötödikben pedig ugrás is található, így ez az űr, üresség-kata.[forrás?]

### Dokukodó
Mijamoto Muszasi a Dokukodó (Az egyedül járó útja) címet adta annak a viselkedési kódexnek, amelyet a harcosok számára írt.
Ezt a címet a Sodoka (Az azonnali felébredés éneke vagy Az Út megvalósításának éneke) egy szakaszából kölcsönözte: Mindig egyedül megy, mindig egyedül jár.
A szamurájok katonai kiképzésben részesültek, de a busidó (A harcos útja) túlmegy a fegyveres gyakorláson, ez egy becsületkódex, amely a szülői kapcsolatokhoz való hűségen és a zenen alapul. A „szamurájok zenjét” tanulmányozva észrevehetjük, hogy ahogyan ők értik Buddha útját, az meglepően igaz és mély. Muszasi 1645-ben halt meg, egy héttel azután, hogy megírta a Dokukodót. A kéziratot Kumamotóban őrzik.
1. Ne szállj szembe a kor szokásaival, amelyben élsz!
2. Ne keresd az élvezeteket!
3. Mindenben maradj pártatlan!
4. Másokkal törődj, ne magaddal!
5. Egész életedben hagyd figyelmen kívül a vágyaidat!
6. Ami megtörtént, megtörtént, ne sajnáld!
7. Ne irigyelj senkit, se jóban, se rosszban!
8. Akármi legyen is az utad, indulj szomorúság nélkül!
9. Ne tégy szemrehányást se másnak, se magadnak!
10. Ne őrizz kötődéseket a szívedben!
11. Ne sóvárogj semmi után!
12. Ne kívánj otthont magadnak!
13. Ne keresd az ínyencfalatokat!
14. Ne gyűjts régiségeket, hogy aztán eladd őket!
15. Ne gyakorolj önmegtartóztatási rítusokat!
16. A fegyvereiden kívül ne ragaszkodj semmilyen tárgyhoz ezen a világon!
17. Addig gyakorold az Utat, amíg már nem félsz a haláltól!
18. Ne kívánj gazdagságot öreg napjaidra!
19. Tiszteld az isteneket és Buddhát, de ne kérj tőlük semmit!
20. Mondj le az életedről, de ne a becsületedről!
21. Soha ne térj le a harcosok útjáról!

- Kívül kemény, belül lágy:

Az ész-szív páros egységét kell tökéletesíteni, ami a harcosok számára gyakorlatban a kard és toll, vagy kard és ecset útjának egységében nyilvánulhat meg. Így válhat az ember olyanná, mint egy tökéletes penge, ami kívül kemény, de belül lágy.
Muszasi célja, hogy megértse a stratégia mögött rejlő igazi elvet, a Stratégia Útjának lényegét. A Stratégia Útja az emberi élet jelenségeinek miértjét tárja fel annak, aki ezen az Úton jár.

## Magyarul
- Go rin no sho. Öt gyűrű könyve; bev. Kozsuharov Ognjan; Főnix Ak., Bp., 1994
- A szamuráj útja; Mijamoto Muszasi: Az öt elem könyve / Taira Sigeszuke: A szamuráj becsületkódexe; ford. Tokaji Zsolt; Szukits, Szeged, 2004
- Szugavara Makoto: Mijamoto Muszasi. A nyughatatlan géniusz; ford. Tóth Andrea / Mijamoto Muszasi: Az öt elem könyve; ford., jegyz. Abe Tetsushi, Varga Orsolya; Szenzár, Bp., 2004 (Harcosok ösvényén)
- Az öt elem könyve; ford. Abe Tetsushi, Varga Orsolya; Helikon, Bp., 2018 (Helikon zsebkönyvek)